# شوی اپرا
شوی اپرا یا اپرا شو (به انگلیسی: The Oprah Show) یک برنامه گفتگوی تلویزیونی است که توسط اپرا وینفری تولید و اجرا می‌شد. این برنامه ۲۵ سال پخش شد و موفق‌ترین برنامه گفتگو در تلویزیون آمریکا بود.
شوی تلویزیونی اپرا در سال‌های آخر در ۱۴۵ کشور جهان پخش می‌شد. این برنامه تغییرات بنیادینی در ژانر گفتگوهای تلویزیونی ایجاد کرد و سبب شد که وینفری یکی از اثرگذارترین زنان در آمریکا و نیز ثروتمندترین زن سیاهپوست در جهان شود.
به گفتهٔ خود اپرا، وقتی اولین برنامه‌اش را اجرا می‌کرد، فقط خوشحال بوده که در تلویزیون برنامه دارد، برنامهٔ اپرا به موفق‌ترین برنامهٔ میزگرد تلویزیونی تبدیل شد. در سال ۱۹۸۶ نخستین برنامه «اپرا» به صورت سراسری در آمریکا پخش شد.
او با نام ملکه میزگرد روزها مشهور بود. او با اجرای برنامه‌های رده بالا از جمله تهیهٔ فیلم موزیکال رنگ بنفش و برنامهٔ دکتر فیل و ریچل ری بیش از ۲۶۰ میلیون دلار از آن خودش کرد.

## برنامه‌ها
پر بیننده‌ترین برنامهٔ اپرا مربوط به سال ۱۹۹۳ (۱۳۷۱ ه.ش) و مصاحبهٔ او با مایکل جکسون در مزرعه نورلند است که توسط ۹۰ میلیون نفر در آمریکا دیده شده‌است.
او در بیست و پنجمین و آخرین سری برنامه‌های خود، روی صحنه با جان تراولتا رقصید و تمام حاضران در آن برنامه را به سفر به استرالیا مهمان کرد. از دیگر لحظه‌های به یاد ماندنی در این سری برنامه‌ها، گفتگوی او با باراک و میشل اوباما، جرج دابلیو بوش، رئیس‌جمهور سابق آمریکا و خانواده مایکل جکسون بود.
آخرین برنامه اپرا وینفری، پس از ۲۵ سال پخش، روز چهارشنبه ۲۵ مه ۲۰۱۱ پخش شد. در آخرین برنامه که در مقابل چشم ۱۳۰۰ نفر برگزار شد، بخش‌هایی از سخنان تام کروز، آریتا فرانکلین، تام هنکس و استیوی واندر دربارهٔ اپرا وینفری پخش شد.
این برنامه در بسیاری از کشورهای جهان پخش می‌شود. در شبکه فارسی وان این برنامه با زیرنویس فارسی پخش می‌شد.